# Амераукана
Амераукана (англ. Ameraucana) — американська порода курей. Вона була виведена в США у 1970-х роках і походить від курей араукана, завезених з Чилі. Вона була виведена, щоб зберегти «ген синього яйця», але усунути летальні алелі батьківської породи. Існують як версія стандартного розміру, так і карликова версія.

## Історія
Амераукана була виведена в США в 1970-х роках з курей породи Араукана, завезених з Чилі:37:11. Вона була виведена, щоб зберегти незвичайний ген блакитних яєць Араукана, але усунути летальні алелі батьківської породи:37. Назва походить від слів «Америка» та «Араукана»:37.
В США, Амераукана та Араукана вважаються різними породами. У деяких інших країнах, включно з Австралією та Великою Британією, як «хвостатий», так і «безхвостий» варіанти Араукана вважаються однією породою:11.

## Характеристики
Амераукана — одна з небагатьох порід курей, які несуть блакитні яйця:11. Вона має багато спільного з Арауканою, включно з стручкоподібним гребенем та геном блакитних яєць. У Амераукани, на відміну від Араукани, є хвіст, «бакенбарди» і «бороду» і не мають бокових пір'яних пучків.